# Ancoraphylus
Ancoraphylus is een geslacht van wantsen uit de familie van de Miridae (Blindwantsen). Het geslacht werd voor het eerst wetenschappelijk beschreven door Weirauch in 2007.

## Soorten
Het genus bevat de volgende soorten:

- Ancoraphylus arctous Weirauch, 2007
- Ancoraphylus auski Weirauch, 2007
- Ancoraphylus carolus Weirauch, 2007
- Ancoraphylus mariala Weirauch, 2007